# NSB Type 5a
Als norwegische Dampflokomotive Type 5a wurde eine 1867 als Einzelstück von Beyer-Peacock in Manchester, England, mit der Fabriknummer 813 für die Bahnstrecke Oslo–Kongsvinger–Furumoen (Kongsvingerbanen – KB) gebaute Lok bezeichnet. Die Inbetriebnahme erfolgte erst 1868.
Im Laufe der Betriebsjahre erfolgten Umrüstungen wie etwa der Anbau des großen Frontscheinwerfers.
Die 5a 21 wurde am 30. Juli 1917 außer Dienst gestellt und verschrottet.

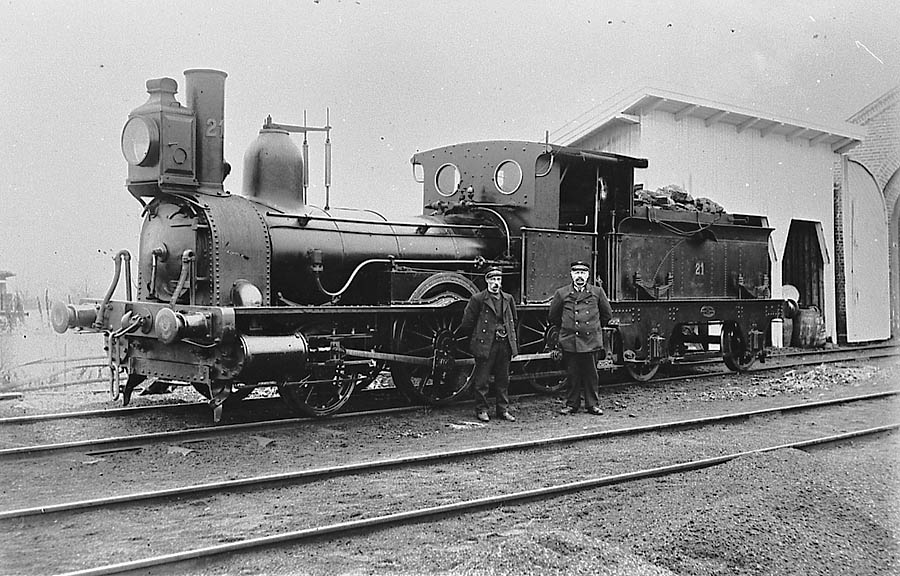
NSB 5a 21 im Umbauzustand etwa 1910